# Николай Чалъков
Николай Чалъков е български футболист, нападател.

## Биография
Роден е на 20 ноември 1976 г. в Пловдив. Юноша е на Марица (Пловдив). Висок е 179 см и тежи 75 кг. Започва да тренира футбол на 10 години. Играл е за отборите на Металик (Сопот), Спартак (Пловдив), Марица и Локомотив (Пловдив).

## Статистика по сезони
- Металик – 1993/94 – Б група, 9 мача/2 гола
- Металик – 1994/95 – Б група, 21/4
- Спартак (Пд) – 1995/96 – A група, 12/1
- Спартак (Пд) – 1996/97 – Б група, 19/3
- Марица – 1997/98 – Б група, 14/2
- Марица – 1998/99 – Б група, 26/7
- Локомотив (Пд) – 1999/00 – Б група, 21/3